# 호코쓰키촌
호코쓰키촌(桙衝村)은 후쿠시마현 이와세군에 설치되었던 촌이다.  1955년 3월 31일 호코쓰키촌, 나가누마정 등 2개 정·촌이 합병하여 나가누마정이 신설되고 폐지되었다.

## 지리
스카가와시 서부가 호코쓰키촌이 있던 곳이다.

## 역사
- 1889년 4월 1일 - 정촌제 시행에 의해 기노사키촌, 요코타촌, 호리고메촌, 호코쓰키촌, 야다노촌이 합병해 이와세군 호코쓰키촌이 성립하였다.
- 1955년 3월 31일 - 호코쓰키촌, 나가누마정 등 2개 정·촌이 신설합병하여, 새로운 나가누마정이 설립되고, 호코쓰키촌은 소멸하였다.

## 인구
- 1891년 2,360
- 1920년 2,723
- 1947년 3,911

## 참고 문헌
- 角川日本地名大辞典編纂委員会『角川日本地名大辞典 7 福島県』、角川書店、1981年 ISBN 4040010701
- 日本加除出版株式会社編集部『全国市町村名変遷総覧』、日本加除出版、2006年、ISBN 4817813180